# Die Burger
Die Burger er et afrikaanssproget dagblad, som udgives af Naspers i Sydafrika. I 2008 havde avisen et abonnementtal på 91.655 i Vest- og Øst-Kapprovinsen. Avisens redaktør er Henry Jeffreys. Avisen blev grundlagt i december 1914.

## Sprog
Die Burger blev oprindeligt udgivet på hollandsk, men i 1916 fik avisen sine første artikler på afrikaans. I 1921 blev avisens hollandske navn, De Burger, oversat til det afrikaanske navn Die Burger.

## Politiske konflikter
Die Burger var en avis, som støttede nationalisterne under apartheid i Sydafrika, og som blev brugt til talerør for National Party of South Africa. Dette begyndte at ændre sig efter 1985, da daværende redaktør Piet Cillié, en varm tilhænger af regeringen under BJ Vorster og PW Botha, blev pensioneret. I 1990 blev National Party officielt informeret af redaktør Ebbe Dommisse, at avisen ikke længere fungerede som politisk talerør. Denne disaffiliation fortsatte i 1999 med udnævnelsen af en mere progressiv redaktør, Arrie Rossouw. I 2006 fik avisen sin første sorte og nuværende redaktør Henry Jeffreys.